# Rogle
Rogle (makedonska: Рогле) är en ort i Nordmakedonien. Den ligger i kommunen Želino, i den nordvästra delen av landet, 22 kilometer väster om huvudstaden Skopje. Rogle ligger 529 meter över havet och antalet invånare är 460.